# 山科誠
山科 誠（やましな まこと、1945年2月24日 - ）は、日本の実業家、小説家。元日本BS放送社長。元バンダイ社長。柔道3段。現在は2003年に設立した株式会社Long Tail Live Stationの代表取締役CEOである。2017年4月、旭日中綬章を受章。慶應義塾普通部、慶應義塾高等学校、慶應義塾大学経済学部卒業。

## 来歴

### 誕生からバンダイ入社まで
バンダイ創業者、山科直治の長男として石川県金沢市に生まれ2歳で上京。慶應義塾大学経済学部卒。文筆家志望で家業のおもちゃ会社を継ぐ気はなく、直治も「自分が作った会社だからと言って、息子に継がせるようなことはしない」と公言していた。文筆家を断念し、1967年に出版社である小学館に入社。脚本執筆や編集者を志すも希望者の少ない営業部門を希望し、営業に配属され関東甲信越や東北方面への出張も行いながら百科事典・美術全集・学年別学習雑誌等を売り込み、ビジネスや流通に関する知識や経験を重ねる。不満が溜まっていたところ、キャプテン・スカーレット関連商品の販売不振や無返品取引制度の問屋からの反発による倒産危機で直治の誘いを受け、1969年にバンダイに入社。

### 入社から社長就任まで
入社後は英語が堪能だったことから輸出部に配属。28歳で取締役就任。米トンカ社との提携により1970年にジャパントンカが設立され、その社長に就任。トンカのミニカーの日本販売を手掛けるものの、不調に終わり、1973年にバンダイ本社に戻る。一方で1977年にはマテルとの業務提携締結にも携わる。
この頃、子会社のポピーが『仮面ライダー』の変身ベルトなどのキャラクター玩具を手がけ急成長する一方、純玩具（キャラクター玩具ではない普通の玩具）を手掛けるバンダイ本社の業績は伸び悩んでいたことから、山科は経営の多角化を提案。玩具自動販売機事業や、出版事業などを手掛けるようになる。
1978年には、『宇宙戦艦ヤマト』ブームを見て、『ウルトラシリーズ』の商品ライセンスを獲得し、ウルトラマンブームを起こし、翌年放送の『ザ☆ウルトラマン』生むきっかけになった。
1980年に35歳でバンダイ社長に就任。広い視点で玩具産業全体を見直し立て直す狙いを持った「脱おもちゃ屋」の方針を掲げた。直治によると「決して私の長男だから継がせるという世襲制的な考え方は全くない。新社長には未完ながら大変優れた素質がある」としている。また直治と「業績が数年にわたり悪くなったら、年が若くとも止めてもらう」という約束を交わした。
山科誠が後に語った所によると、直治は胃ガンで先が無いと考え社長職を譲ったものの初期のもので手術後回復。「もし父の病気がなかったら、他の優秀な社員がバンダイの後継者になっていて、私が社長になることはなかったのではないかと思います」とも語っている。

### 海外展開・経営多角化
社長就任直後にガンプラがヒット。「機動戦士ガンダム」放送前の日本サンライズとの商品化交渉では「これは大学生にしか分からない、だが設定はよくできてしっかりと考えられたSF」といった印象でヒットを予期していなかったものの、前述の約束のこともあり「『ガンプラ』が売れたおかげでその後も社長でいられた」と語っている。当時の新聞に「機動紳士」と書かれた。
1983年にバンダイグループ8社をバンダイ1社に合併、この際にポピーが展開していたキャラクター路線でバンダイの社風を統一する。これに関して後に「(キャラクターが)一番イージーだった」と語っている。また純玩具をなくしキャラクター玩具のみになってもよしとした。
前述のように輸出部にいた経緯から海外展開に積極的だったがバンダイのような日本のブランドは海外では相手にされなかった。最初の成功はフランスで、同国では日本のアニメ（UFOロボ グレンダイザー、仏：Goldorak（ゴルドラック））のフランス語吹替えで成功した。しかしこの手法はアメリカでは通用せず、同国で成功するには、戦隊シリーズ『パワーレンジャー』の登場を待つことになる。
経営の多角化は社長就任後加速し、次々と新規事業を手掛けることになり直治は「また赤字事業がはじまった」と周囲にこぼしていた。これは玩具事業だと山科直治が育てた古参社員が邪魔だったからとされている。
キャラクタービジネスの強化を目的として映像事業に参入し、当初はアメリカからの輸入ビデオの販売を皮切りにレンタルビデオ店も展開し、アメリカ国内の映画各社との交渉の過程でディズニー関連のビデオ商品の代理店契約を子会社のエィ・イー企画（後のバンダイビジュアル）を介して1987年に締結、2年間のディズニー商品展開で培った販路や人材を用いてオリジナル作品の展開を開始、「社長の道楽」と言われるものの、ガイナックスなどの若い才能を育てることとなる。実写作品の制作も積極化しフジテレビや角川映画などとの関係を構築し北野武監督の映画作品にも携わり、また1994年にはガンダムシリーズを手掛けるサンライズを傘下に置いた。
多角化戦略の最終目標はディズニーのような「総合エンターテインメント企業」であり、「私は日本のウォルト・ディズニーになりたい」と語っている。
1985年にプラザ合意による急激な円高で輸出の採算が悪化。「もう（日本国内での）合理化はやめた」と語り海外生産比率を引き上げることを決定する。後には「将来、国内生産をゼロにしたい」、「日本でおもちゃを造る時代は完全に終わった」などと語っている。

### マルチメディア事業の失敗
1970年代よりエレクトロニクス玩具に注目しており、提携していたマテルとのライセンス製造を皮切りにLSIゲームに参入、玩具事業ではこれを積極的に手がける。しかし1982年の「LSIショック」でビデオゲーム機から撤退。1977年には据置型ゲーム機の開発も開始し「TV-JACK」を皮切りに「インテレビジョン」等の海外ハードを導入するもヒットせず、1985年に任天堂のファミコンに参入する。
1980年代は一般玩具の需要はすでに成長が見込めず、「任天堂さんにおんぶさせてもらっている」と語っている。「それがいやなら自分でハードを作ればいい」とも語っている。1997年にはたまごっちをヒットさせる。同年、父親が1984年に設立した「財団法人日本おもちゃ図書館財団」の理事長を引き継ぐ。
1990年代に成長戦略としてマルチメディア事業を重視するようになり、1996年にアップルコンピュータとの共同でマルチメディアゲーム機「ピピンアットマーク」を展開するも失敗、「マルチメディアは短期で成功するのが難しいと感じた」と語る。このような中、セガとの合併によるセガバンダイの設立が浮上、合併会社の社長に就任予定と報じられる。
しかし強引な合併構想は社員の反発が高まったことや父・直治からも反対の声が上がったこともあり破談、この騒動の責任をとり社長を辞任するも会長として経営の一線に留まる。
その後、ピピン事業やたまごっちブームの収束による販売減少により、その清算による1999年3月期の赤字決算の責任をとり会長職を辞する。2004年には取締役からも外れた。
バンダイ社長の頃から「茶屋二郎」のペンネームで小説を発表しており、「おもちゃ屋」から抜き出した「ちゃや」と好きな作家の浅田次郎からとったものとし、日本BS放送社長に就任するまでは小説家として執筆に専念していた。
早くから現在では主流となるメディアとの融合を見据えた商品展開を手掛けており、今日の同社の根幹を成すといっても過言ではない。また、映像事業は現在では主要な柱の一つに成長した。変革をためらい、80年代に新規事業に進出しなかった他社が軒並み業績を低下させたのに対して対照的である。
（株）Long Tail Live Station代表取締役会長のほか、（株）山科ホールディングス代表取締役、（財）鈴渓学術財団評議員、NPO法人パートナー逗子代表などを務めている。

## 発言
- 「成功するキャラクターというのは、せいぜい三割」[14]